# 別爾赫內湖
別爾赫內湖（烏克蘭語：Верхнє озеро），是烏克蘭的湖泊，位於該國西部外喀爾巴阡州，面積0.0024平方公里，海拔高度1,628米，長105米、寬26米，最大水深超過3米，該湖在冬季結冰。
48°7′53.7″N 24°31′24.7″E / 48.131583°N 24.523528°E